# Харченко, Вера Константиновна
Ве́ра Константи́новна Харченко (род. 4 августа 1949, Калинин) — советский и российский лингвист-русист, доктор филологических наук, профессор, заведующая кафедрой русского языка и методики преподавания Белгородского университета, заведующая кафедрой русского языка и методики преподавания НИУ БелГУ, профессор кафедры русского языка и русской литературы НИУ «БелГУ».

## Биография
Окончила Новосибирский государственный педагогический институт в 1970 году по специальности «учитель русского языка и литературы» и в 1973 г. — аспирантуру по кафедре русского языка ЛГПИ им. А. И. Герцена.
Кандидат наук с 1973 года (диссертация «Характеристика производных оценочных значений имен существительных в русском языке»), доктор наук с 1990 года (диссертация «Переносные значения слова: развитие, функции, место в системе языка»). В Белгородском государственном педагогическом институте — с 1973 года. С 1994 года председатель диссертационного совета при БелГУ; член диссертационного совета в Тверском государственном университете.
Преподавала русский язык в Ханойском педагогическом институте иностранных языков (1978—1979), награждена медалью СРВ. В 2002 и в 2003 гг. была победителем конкурса в рамках ФЦП «Русский язык». «Словарь богатств русского языка: редкие слова, метафоры, афоризмы, цитаты»: В 2 тт. удостоен медали ВВЦ (2004 г.).
Член-корреспондент Петровской академии наук и искусств; Отличник народного просвещения, 1995; Почётный работник высшего профессионального образования РФ, 2006; почётный профессор Белгородского государственного университета, 2009 г.
Принимала участие в международном поэтическом фестивале в Польше (Ополе, 2010 г.). Составила архив семейных родословных, насчитывающий свыше тысячи сочинений «История моей семьи», на этом материале защищены 3 КД,
Информация о В. К. Харченко помещена в 26-м выпуске биографического указателя «Outstanding People of 20th Century» (International Biographical Center Cambridge CB 2 England).
Является автором 740 научно-исследовательских работ (монографии, словари, учебные пособия, статьи, тезисы, рецензии), а также популярных книг.
Семья
Отец Харченко Константин Николаевич (1918—1979) и мать Жданова Антонина Петровна (1917—1988) — инженеры-связисты. Отец был начальником управления связи Белгородской области в течение десяти лет, затем переехал в Новосибирск, где работал начальником управления связи Новосибирской области.
Сын Харченко Константин Владимирович (род. 1980) — кандидат социологических наук, доцент ОГАОУ ДПО «БелИРО», доцент Высшей школы государственного администрирования МГУ им. М. В. Ломоносова, исполнительный директор Академии наук социальных технологий и местного самоуправления. Невестка Павлова Алина Александровна — кандидат филологических наук. Внуки: Лев (род. 2002), Евгений (род. 2006), Мария (род. 2012) и Аркадий (род. 2019).